# Katherine Kingsley
Katherine Kingsley (nacida el 24 de diciembre de 1981) es una actriz inglesa.

## Primeros años
Nacida y criada en Cambridge y educada en Parkside Community College y Long Road Sixth Form College, Kingsley se mudó a Londres para estudiar con The Knack de la Ópera Nacional Inglesa, antes de estudiar actuación en la Bristol Old Vic Theatre School.

## Carrera
Kingsley ha sido nominada tres veces al premio Olivier. Ha actuado en lugares emblemáticos como Donmar Warehouse y Menier Chocolate Factory, así como en el Chichester Theatre y muchos otros lugares del West End. Ha recibido elogios de la crítica por su papel de Marlene Dietrich en la producción de Donmar de Piaf, que le valió una nominación al Olivier en 2009. Además, la interpretación de Katherine de Lina Lamont en la producción teatral del Festival de Chichester de 2012 de Cantando bajo la lluvia, le valió una segunda nominación para un Premio Olivier de Teatro. Katherine también ha estado involucrada en The 39 Steps en el teatro Criterion.
Katherine interpretó el personaje de Helena, junto a David Walliams y Sheridan Smith en la producción de Michael Grandage Company de El sueño de una noche de verano, la clásica comedia de Shakespeare. Dirigida por el propio Michael Grandage, la producción se expuso del 7 de septiembre al 16 de noviembre de 2013 en el Teatro Noël Coward de Londres.
El 1 de noviembre de 2013, se anunció que Katherine interpretaría el papel de Christine Colgate en la producción del West End de Dirty Rotten Scoundrels. Esta se inauguró en marzo de 2014. Fue nominada a un premio Whats On Stage y a un premio Manchester Theatre por esto.
Además de su trabajo teatral, Katherine también ha trabajado para la BBC e ITV en varios proyectos de televisión, incluidos The Bill and Casualty, Bad Education, Uncle Series 2 y la película de Michael Grandage, Genius, protagonizada por Jude Law, Colin Firth y Nicole Kidman y Laura Linney. También fue la locutora del videojuego Battlefield One.
En 2016, apareció en "Hated in the Nation", un episodio de la serie de antología Black Mirror.
En 2018, Kingsley interpretó el papel principal en Dusty - The Dusty Springfield Musical de Jonathan Harvey basada en la vida de Dusty Springfield, en la gira por el Reino Unido.
En 2021, Katherine interpretó el papel de Angela Snow en el último reinicio de "The Darling Buds of May": "The Larkins" en ITV.
En 2022, Kingsley interpretó a la hermanastra de Acrobat en Matilda, de Roald Dahl: el musical.
Se anunció que Kingsley interpretaría a la Gran Bruja en el estreno mundial de la adaptación teatral de Las brujas del National Theatre a partir de noviembre de 2023.